# Padre Pedro Chien
Padre Pedro Chien est l'une des onze municipalités de l'État de Bolívar au Venezuela. Son chef-lieu est El Palmar. En 2011, la population s'élève à 15 488 habitants.

## Géographie

### Subdivisions
Selon l'Institut national de statistique et contrairement à la plupart des municipalités du pays, la municipalité de Padre Pedro Chien ne comporte aucune paroisse civile.